# Moskwitsch-2141
Der Moskwitsch-2141 (russisch Москвич-2141), auch mit dem Beinamen Aleko vertrieben, ist ein Mittelklasse-Pkw des russischen Automobilherstellers Moskwitsch. Das Fahrzeug wurde von 1986 bis 2001 hergestellt. Es wurde ab 1992 mit der Exportbezeichnung Lada Aleko nach Deutschland exportiert. Diese Entscheidung bot sich auf Grund der größeren Bekanntheit der Marke Lada und deren vorhandenem Händlernetz an.
Der Aleko verkaufte sich schlecht, der Export wurde 1995 wieder eingestellt. Daran war nicht nur der veraltete technische Stand der späten 1970er-Jahre schuld, sondern auch der damalige hohe Preis von 18.000 DM.
Im Vergleich zu den Vorgängermodellen wartete der Aleko mit vielen technischen Neuerungen auf, wie etwa Frontantrieb und MacPherson-Vorderachse. Insgesamt war das Auto 20 cm länger und 14 cm breiter, und die Radgröße wuchs um einen Zoll. Russische und französische Ingenieure überarbeiteten gemeinsam die Aerodynamik, was ein Novum in der russischen Automobilindustrie darstellte.
Der Aleko wurde dem Simca 1307 nachempfunden – abgesehen von der äußerlichen Ähnlichkeit bestand aber keine technische Verwandtschaft beider Autos. In der Presse wurde verbreitet, der französische Konzern PSA habe nach Produktionseinstellung des Simca 1307 und seiner Nachfolger die Produktionsanlagen und die Konstruktion selbst in die UdSSR verkauft. Moskwitsch erwarb zwar einige 1307- bzw. 1510-Modelle und untersuchte sie eingehend, der Aleko ist aber lediglich eine gelungene Kopie.
Der Aleko hatte in Deutschland einen 1,8-Liter-Dieselmotor mit 44 kW (60 PS) aus dem Ford Escort. Er beschleunigte den Aleko in 22 Sekunden von 0 auf 100 km/h, erreichte eine Höchstgeschwindigkeit von 140 km/h und hatte einen Verbrauch von knapp 7,0 Litern Diesel auf 100 km.
Wie seine Vorgänger auch wurde der Moskwitsch-2141 in Bulgarien in Lizenz produziert, dort wurden insgesamt 31.788 Fahrzeuge gebaut.

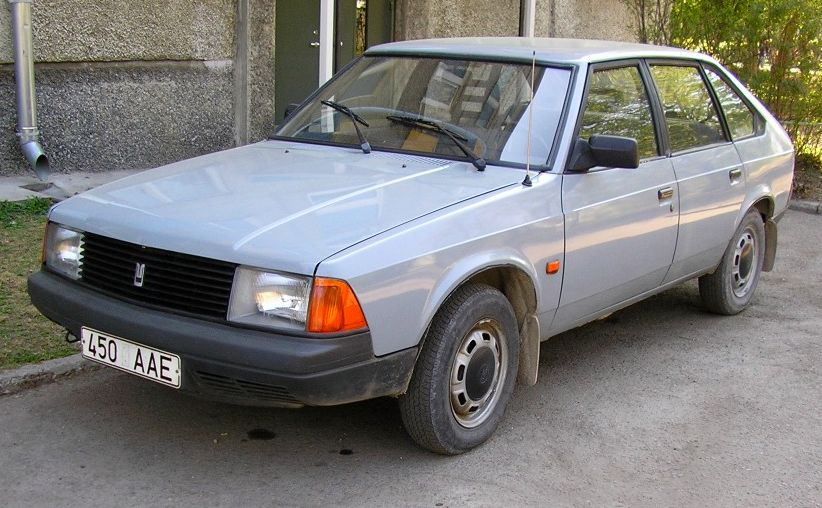
Moskwitsch-2141 „Aleko“
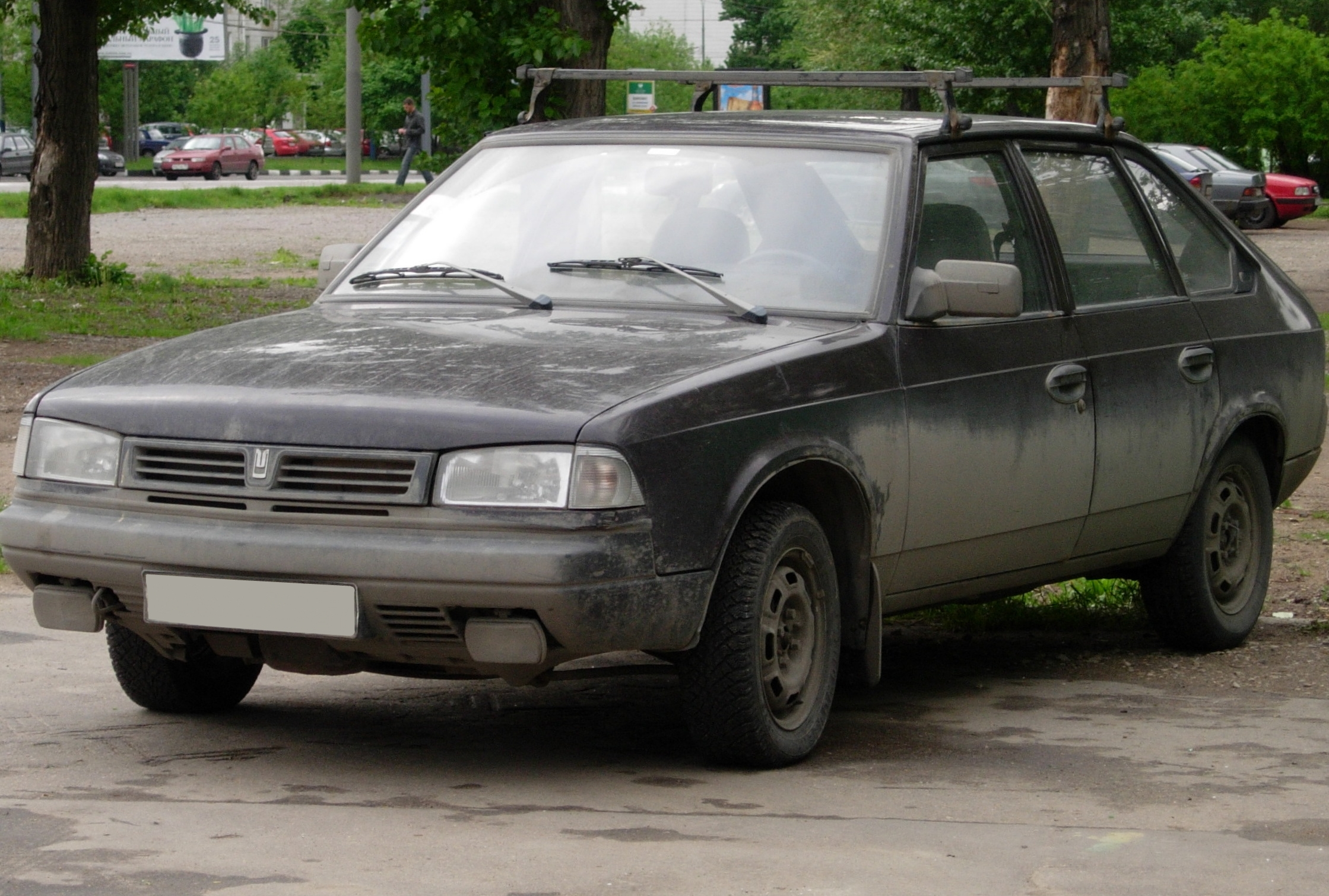
Moskwitsch-2141S „Svyatogor“